# Zion Corrales-Nelson
Zion Rose Corrales-Nelson (* 11. Oktober 1998 in Burnaby, Kanada) ist eine philippinische Sprinterin.

## Sportliche Laufbahn
Erste internationale Erfahrungen sammelte Kristina Knott im Jahr 2014, als sie bei den Olympischen Jugendspielen in Nanjing in 55,32 s den vierten Platz im B-Finale über 400 Meter belegte. Kurz zuvor schied sie bei den Juniorenweltmeisterschaften in Eugene mit 24,34 s in der ersten Runde im 200-Meter-Lauf aus und wurde über 400 Meter im Vorlauf disqualifiziert. Zwei Jahre später erreichte sie bei den U20-Weltmeisterschaften in Bydgoszcz über 200 Meter das Halbfinale und schied dort mit 24,05 s aus, während sie im 100-Meter-Lauf mit 11,80 s in der ersten Runde scheiterte. 2017 erreichte sie bei den Südostasienspielen in Kuala Lumpur in 12,01 s den achten Platz über 100 Meter und wurde über 200 Meter in 24,26 s Vierte und gewann mit der philippinischen 4-mal-100-Meter-Staffel in 44,81 s die Bronzemedaille hinter den Teams aus Vietnam und Thailand. 2019 stellte sie in Sacramento mit 23,16 s einen neuen Landesrekord über 200 Meter auf, wurde im selben Jahr aber von Kristina Knott als Rekordhalterin abgelöst. Im Dezember wurde sie bei den Südostasienspielen in Capas in 11,90 s Achte über 100 Meter und gewann mit der Staffel in 44,57 s die Silbermedaille hinter Thailand.

## Persönliche Bestleistungen
- 100 Meter: 11,41 s (+1,4 m/s), 24. Mai 2019 in Sacramento
  - 60 Meter (Halle): 7,48 s, 28. Februar 2020 in Seattle
- 200 Meter: 23,16 s (+1,0 m/s), 25. Mai 2019 in Sacramento
  - 200 Meter (Halle): 23,97 s, 13. Februar 2020 in Albuquerque (philippinischer Rekord)